# Distintivo de Submarinos de Guerra
O Distintivo de Submarinos de Guerra (em alemão:  U-Boot-Kriegsabzeichen) foi um distintivo de guerra alemão que foi concedido aos membros da tripulação do U-Boot durante a Primeira Guerra Mundial e a Segunda Guerra Mundial.

## Historia
O Distintivo de Submarinos de Guerra foi originalmente instituído durante a Primeira Guerra Mundial em 1 de fevereiro de 1918. Foi concedido para reconhecer tripulações de submarinos que completaram três patrulhas de guerra. O distintivo era usado no lado inferior esquerdo do uniforme e tinha formato oval, lembrando uma coroa de folhas de louro. Um submarino estava no centro e a Coroa do Estado Alemão (Reichskrone) foi incrustada no centro superior da coroa.
Em 13 de outubro de 1939, o distintivo foi reinstituído. Era muito semelhante ao emblema original, com exceção da coroa imperial sendo substituída por uma águia alemã acima de uma suástica, e um submarino mais modernizado agora voltado para a esquerda foi usado. A nova versão foi inicialmente feita de metal bronze, com as posteriores feitas de zinco com uma "lavagem dourada".

## Categorias
O prêmio foi concedido em duas categorias:

### Distintivo de Submarinos de Guerra
Havia várias maneiras de ser premiado com esta medalha. O mais comum seria a realização de duas ou mais patrulhas de guerra. Embora a conclusão de duas patrulhas de guerra possa parecer um requisito modesto, mas um cruzeiro de guerra típico de submarinos muitas vezes durava meses de cada vez. A conclusão de duas patrulhas de guerra pode ser igualmente perigosa, pois o U-boat tem que suportar ataques constantes de aeronaves e navios de guerra aliados. A outra ocasião em que este distintivo foi concedido, foi ter sido ferido durante uma patrulha ou morto em ação.

### Distintivo de Submarinos de Guerra com Diamantes
O Distintivo de Submarinos de Guerra com Diamantes foi instituído pelo Großadmiral Karl Dönitz depois que ele recebeu do Grande Almirante Erich Raeder uma versão especial em ouro maciço do distintivo, na qual a coroa e a suástica foram incrustadas com diamantes.
O distintivo foi um prêmio de edição especial dado aos comandantes de submarinos que receberam a Cruz de Cavaleiro da Cruz de Ferro com Folhas de Carvalho. Esta versão foi feita de chapa de ouro sobre prata. Fabricado pelas empresas Schwerin u. Sohn e Gebr. Godet & Co. Era o mesmo que o padrão básico, mas com nove pequenos diamantes embutidos na suástica. Este prêmio foi mais um prêmio pessoal de Dönitz. Aproximadamente 30 foram concedidos, incluindo o original ao Almirante Dönitz.
Destinatários
1. Albrecht Brandi[10]
2. Heinrich Bleichrodt
3. Otto von Bülow
4. Karl Dönitz[6]
5. Carl Emmermann
6. Engelbert Endrass
7. Friedrich Guggenberger
8. Robert Gysae
9. Reinhard Hardegen
10. Werner Hartmann
11. Werner Henke
12. Otto Kretschmer
13. Hans-Günther Lange
14. Georg Lassen
15. Heinrich Lehmann-Willenbrock
16. Heinrich Liebe
17. Wolfgang Lüth[10]
18. Johann Mohr
19. Rolf Mützelburg
20. Karl-Friedrich Merten
21. Günther Prien
22. Joachim Schepke
23. Adalbert Schnee
24. Klaus Scholtz
25. Viktor Schütze
26. Herbert Schultze
27. Reinhard Suhren[10]
28. Rolf Thomsen
29. Erich Topp